# Баранов Сандомјерски
Баранов Сандомјерски (пољ. Baranów Sandomierski, изговор Баранув) град је и средиште општине у Војводству поткарпатском. Град се налази на ушћу Баболовке у Вислу.

## Општи подаци
- Површина: 9,17 km²
- Број становника: 1.518 (31.12. 2004)
- Поштански код: 39-450
- Телефонски код: 0-15

Кроз град пролази регионални пут број 985.

## Историја
Први подаци о Баранову Сандомјешком потичу из 1135. година. Статус града добија око 1354. од краља Казимира Великог. Град се развијао захваљујући трговини житом. Крајем XVI века у Баранову Сандомјешком почиње да се развија сукнарство. Баранов Сандомјерски губи статус града на тридесет осам година од 1896. до 1934. За време намачке окупације у Пољској, замак Баранов је био седиште локалне немачке административне канцеларије. У јуну 1942. године, немачки окупатори су успоставили гето Баранов, преселивши преко две хиљаде Јевреја из града, Тарнобжега и околних села. Следећег месеца гето је ликвидиран, а јеврејски становници су насилно пресељени у гето у Дембици. Током овог пресељења би стрељано око 60 људи. Пре Другог светског рата у граду је живело око 1500 Јевреја, али већина њих је убијена у Холокаусту.

## Демографија
| 2021. |
| ----- |
| 1.420 |